# ویلیام هنری امرسون
ویلیام هنری امرسون (انگلیسی: William Henry Emerson؛ ۱۷ ژوئن ۱۸۶۰ – ۱۳ نوامبر ۱۹۲۴) یک دانشمند در زمینه شیمی اهل ایالات متحده آمریکا بود. 